# ديان زورن
ديان زورن (بالإنجليزية: Dianne Rodger) هي منافسة ألعاب القوى نيوزيلندية، ولدت في 9 نوفمبر 1956 في نيبيار في نيوزيلندا.

## وصلات خارجية
- ديان زورن على موقع أوليمبيديا (الإنجليزية)
- ديان زورن على موقع اتحاد ألعاب الكومنولث (مؤرشف) (الإنجليزية)